# 田中大貴 (バスケットボール)
田中 大貴（たなか だいき、1991年〈平成3年〉9月3日 - ）は、長崎県出身のプロバスケットボール選手。ポジションはシューティングガード。B.LEAGUEのサンロッカーズ渋谷に所属している。

## 来歴

### 小学校・中学校
小学校2年生の時に仲のいい友人と共にバスケットボールを始めた。
中学校進学後もバスケットボールを続け、3年生の時にキャプテンとしてチームを率いて春の九州大会で3位を経験している。

### 高校
2007年4月、長崎西高校に進学。1年生ながら長崎県高等学校時より長崎県高等学校春季大会の出場メンバーとしてエントリーし、優勝を果たしている。
全国高等学校総合体育大会バスケットボール競技大会(インターハイ)県予選大会の出場メンバーとして名を連ね、決勝リーグまで駒を進めるも3位となり全国大会の出場を逃す結果となった。
全国高等学校バスケットボール選抜優勝大会（ウィンターカップ）県予選大会ではスターターとして出場し優勝、ウィンターカップ出場を果たした。ウィンターカップ初戦となる2回戦で東海大菅生を相手にチームトップタイとなる17点を取る活躍を見せるも敗退した。
2年生になった2008年、前年から引き続きチームの主力として活躍しつつインターハイ県予選大会で優勝を飾った。特に決勝リーグにおいては、最終戦で11点差以上で勝利しなくては全国大会への切符を失うという厳しい条件でありながら、ラスト5分の相手の得点を0点に抑えるというチームの持ち味でもある鉄壁のディフェンスを発揮し、18点差で勝利するという劇的な展開だった。
インターハイでも活躍を続け、3回戦まで順調に勝ち進んだが、仙台大学附属明成高等学校を相手に残り3分で1点差に迫る粘りを見せるも敗退した(チームはベスト16を記録)。
また、昨年に引き続きウィンターカップ出場も果たし、インターハイ同様3回戦まで駒を進めたが洛南高等学校に敗戦している。(チームはベスト16を記録)
3年生となった2009年には、キャプテンに就任しチームを率いた。インターハイ出場こそ逃したが、3年連続となるウィンターカップ出場を果たしている。ウィンターカップではこの年の優勝校となる仙台大学附属明成高等学校を相手に32点を記録したが、敗退している。(チームはベスト16を記録)

### 大学
2010年4月、東海大学に進学。1年生時よりチームの主力として関東大学リーグ戦18試合に出場。
2年生時はさらに成長をみせ、関東大学選手権や関東大学リーグ戦（準優勝）、全日本大学選手権（準優勝）で優秀選手賞を受賞。
3年生時は関東大学選手権（準優勝）で敢闘賞。関東大学リーグ戦（準優勝）で優秀選手賞を受賞。全日本大学選手権の決勝では青山学院大学を71-57で破りチーム6年ぶりの優勝を達成し、最優秀選手賞(MVP)とMIP賞を受賞する飛躍の年となった。また、この年に日本代表選手として初選出されており、FIBAアジアカップ準優勝の原動力となった。
4年生時は主将としてチームを牽引し、関東大学選手権2年連続準優勝で敢闘賞。関東大学リーグ戦ではチーム7年ぶりの優勝を達成し、最優秀選手賞(MVP)を受賞。全日本大学選手権では決勝で明治大学を73-54を破り連覇を達成。自身も2年連続で最優秀選手賞(MVP)、MIP賞の2部門を受賞し、大学の競技生活に有終の美を飾った。

### アルバルク東京
NBLのアーリーエントリー制度によりトヨタ自動車アルバルク東京に入団。また、2014-15シーズンもそのままチームに在籍し、NBLルーキー・オブ・ザ・イヤーを獲得している。
2016年、プロリーグ統合に伴い、チームはBリーグB1東地区からリーグ戦に参戦し、ファーストシーズンを主力として58試合に先発出場しディアンテ・ギャレットに次ぐ、一試合平均13.2得点を記録し、プレーオフ進出に貢献した。このシーズン、自身初となるBリーグ年間ベストファイブに選出され、リーグのトップ5に選出される実力者である事を証明した。
2017-2018シーズンにはチームはプレーオフに進出し、2018年5月26日に行われたファイナルにおいて千葉ジェッツふなばしを下し、Bリーグ優勝の栄冠に輝いた。また、2年連続となるBリーグ年間ベストファイブに選出されるだけではなく、ファイナルMVPの栄誉にも輝いた。
2018-2019シーズンはBリーグ初となる連覇を掛けたシーズンとなったが、プレーオフに進出、ファイナルでは前年と同じく千葉ジェッツふなばしと優勝を争うこととなった。2019年5月11日に行われたファイナルで67-71でチームは勝利し、Bリーグ初となる2連覇の栄光を勝ち取った。またこのプレーオフでは、クォーターファイナルで中地区優勝チームである新潟アルビレックスを、セミファイナルでは西地区優勝チームである琉球ゴールデンキングスを破っており、前述のファイナルも含めて3地区のレギュラーシーズン優勝チームに勝利するという快挙も成し遂げている。
2020年5月10日、2019-2020シーズンにおいて、チームを最高勝率に牽引する活躍を認められ、レギュラーシーズMVPとベストベスト5の同時受賞したことが発表された。
2020年5月29日、2020-2021シーズンの契約継続に合意し、来季もアルバルク東京に所属する事が決まった。
2023年6月30日、9年間所属していたアルバルク東京より契約の満了による退団が発表された。

### サンロッカーズ渋谷
2023年6月30日、サンロッカーズ渋谷に移籍することが発表された。サンロッカーズ渋谷は、2021-2022年シーズンまでアルバルク東京を率いていたルカ・パヴィチェヴィッチがヘッドコーチに就任しているため、再びパヴィチェヴィッチHCが指揮するチームでプレイをする事になる。

## 日本代表歴
大学2年生の2010年、第26回ユニバーシアードに出場。
2012年、前述のとおり日本代表に初めて選出され、2012年FIBAアジアカップに出場し、準優勝。第34回ウィリアム・ジョーンズカップ
2013年、アジア選手権で9位。7試合に出場し、1試合3.9得点。
2014年、第4回FIBAアジアカップで6位。仁川アジア競技大会で3位。
2021年、東京オリンピック日本代表に選出された。日本代表チームではポイントガードとしても起用される。
2021年11月15日、自身のInstagramにて代表引退を表明した。

## 個人成績
| シーズン    | チーム     | GP | GS | MPG   | FG%  | 3P%  | FT%  | RPG | APG | SPG | BPG | TO  | PPG  |
| ----------- | ---------- | -- | -- | ----- | ---- | ---- | ---- | --- | --- | --- | --- | --- | ---- |
| NBL 2013-14 | トヨタ東京 | 23 | 1  | 11.6  | .512 | .353 | .667 | 1.5 | 1.1 | 0.3 | 0.0 | 0.7 | 4.2  |
| NBL 2014-15 | トヨタ東京 | 62 | 59 | 27.8  | .469 | .421 | .817 | 2.2 | 2.2 | 1.4 | 0.2 | 1.0 | 12.0 |
| NBL 2015-16 | トヨタ東京 | 51 | 47 | 26.1  | .430 | .340 | .835 | 1.8 | 2.6 | 1.0 | 0.1 | 0.9 | 11.6 |
| B1 2016-17  | A東京      | 62 | 59 | 29.7  | .447 | .410 | .769 | 3.1 | 2.6 | 1.5 | 0.1 | 1.4 | 13.4 |
| B1 2017-18  | A東京      | 58 | 56 | 29.3  | .442 | .360 | .787 | 2.0 | 5.1 | 1.2 | 0.1 | 1.1 | 12.5 |
| B1 2018-19  | A東京      | 49 | 47 | 27.4  | .457 | .301 | .781 | 2.2 | 4.5 | 1.1 | 0.1 | 1.0 | 10.1 |
| B1 2019-20  | A東京      | 39 | 39 | 28.5  | .470 | .394 | .887 | 1.8 | 4.8 | 1.6 | 0.2 | 1.5 | 11.1 |
| B1 2021-22  | A東京      | 51 | 50 | 24:51 | .460 | .344 | .747 | 1.7 | 4.0 | 0.8 | 0.1 | 1.6 | 10.7 |
| B1 2022-23  | A東京      | 14 | 11 | 21:49 | .411 | .333 | .875 | 1.2 | 2.9 | 0.6 | 0.1 | 1.9 | 7.6  |

## 表彰
- NBL
  - ルーキー・オブ・ザ・イヤー（2015）
- B.LEAGUE
  - レギュラーシーズンベストファイブ：4回（2016-17、2017-18、2018-19、2019-20）
  - ファイナルMVP（2018）
  - レギュラーシーズン最優秀選手賞（2019-20）
  - B.LEAGUE ALL-STAR GAMES選出：4回（2017、2018、2019、2020）